# Берндтссон, Бенгт
Бенгт Берндтссон (швед. Bengt Berndtsson; 26 января 1933, Гётеборг — 4 июня 2015, там же) — шведский футболист, серебряный призёр чемпионата мира (1958).

## Спортивная карьера
Начал свою карьеру в клубах Hisingstads IS и ИФ «Лундбю». Там перспективного нападающего заметили селекционеры Гётеборга и с 18 лет он стал выступать за этот известный клуб.
С 1954 г. вместе с Уве Ульссоном и Бертилем Юханссоном они сформировали мощную тройку нападения «Гётеборга».
В мае 1956 г. на стадионе Росунда футболист дебютировал в сборной Швеции, в котором была зафиксирована нулевая ничья со сборной Англии. Всего за карьеру провел за сборную 29 матчей, в которых забил пять голов. На первенстве мира в Германии (1958) провел лишь один матч — последнюю игру группового турнира против Уэльса. В том же году в составе «Гётеборга» стал чемпионом своей стран и по итогам сезона вошёл в число 11 игроков, проведших на поле наибольшее количество времени.
Участвовал в играх отборочного турнира на чемпионат мира 1962 г. и в квалификации к Евро-1964. Его последняя игра за сборную состоялась 20 сентября 1964 г. в поединке футбольного турнира Северных стран против сборной Норвегии.
В составе «Гётеборга» принял участие в 599 играх и забил 125 мячей, что является клубным рекордом. В 1967 г. стал победителем Кубка Интертото УЕФА,